# Svjetska geografska shema za evidentiranje rasprostranjenosti biljaka
Svjetska geografska shema za evidentiranje rasprostranjenosti biljaka (izv. World Geographical Scheme for Recording Plant Distributions; WGSRPD), je biogeografski sustav koji je razvila međunarodna organizacija za informacije o biološkoj raznolikosti (TDWG), ranije poznat kao Međunarodna radna skupina za taksonomske baze podataka.
Standardi WGSRPD razvijeni su kako bi "promicali šire i učinkovitije širenje podataka o biološkim organizmima za dobrobit svijeta". Sustav pruža jasne definicije i kodove za bilježenje rasprostranjenosti biljaka na ukupno 4 razine od "botaničkih kontinenata" do dijelova pojedinih zemalja. Organizacije koje trenutno koriste ovaj sustav uključuju Međunarodnu organizaciju za zaštitu prirode (International Union for Conservation of Nature ; IUCN), Mrežu informacija o izvorima gerplazmi (Germplasm Resources Information Network; GRIN) i Svjetsku listu odabranih biljnih porodica (World Checklist of Selected Plant Families; WCSP).
Shema definira zemljopisna mjesta u četiri ljestvice ili razine, od "botaničkih kontinenata" do dijelova velikih zemalja: [7]
- Kontinentalni - devet botaničkih kontinenata
- Regionalni - svaki botanički kontinent podijeljen je u dva do deset sub-kontinentalnih regija
- Područje ili "botanička zemlja" - većina regija dijeli se na jedinice koje se uglavnom izjednačavaju s političkom zemljom, ali velike zemlje mogu biti podijeljene ili da su neka područja izostavljena.
- "Osnovne jedinice" - najniža razina koristi se samo za vrlo velike zemlje, dijeleći ih na države ili pokrajine na čisto političkim osnovama.

Standardizirani kodovi koriste se za predstavljanje jedinica na svakoj razini. Numerički se kodovi koriste za razine 1 i 2, abecedni kodovi za razine 3 i 4.

## Botanički kontinenti
| - 1 Europa - 10 Sjeverna Europa - 11 Srednja Europa - 12 Jugoistočna Europa - 13 Jugozapadna Europa - 14 Istočna Europa - 2 Afrika - 20 Sjeverna Afrika - 21 Makaronezija - 22 Zapadna tropska Afrika - 23 zapadna-središnja tropska Afrika - 24 Sjeveroistočna tropska Afrika - 25 Istočna tropska Afrika - 26 Južna tropska Afrika - 27 Južna Afrika - 28 Središnji Atlantski ocean - 29 Zapadni Indijski ocean | - 3 Umjerena Azija - 30 Sibir - 31 Ruski daleki istok - 32 Srednja Azija - 33 Kavkaz - 34 Zapadna Azija - 35 Arapski poluotok - 36 Kina - 37 Mongolija - 38 Istočna Azija (WGSRPD) - 4 Tropska Azija - 40 Indijski potkontinent - 41 Indokina - 42 Malezija - 43 Papuazija - 5 Australazija - 50 Australija - 51 Novi Zeland - 6 Pacifik - 60 Jugozapadni Pacifik - 61 Južni-središnji Pacifik - 62 Sjeverozapadni Pacifik - 63 Sjeverni-središnji Pacifik | - 7 Sjeverna Amerika - 70 Subarktička Amerika - 71 Zapadna Kanada - 72 Istočna Kanada - 73 Sjeverozapadni SAD - 74 Sjeverni-središnji SAD - 75 Sjeveroistočni SAD - 76 Jugozapadni SAD - 77 Južni-središnji SAD - 78 Jugoistočni SAD - 79 Meksiko - 8 Juižna Amerika - 80 Srednja Amerika - 81 Karibi - 82 Sjever Južne Amerike - 83 Zapadna Južna Amerika - 84 Brazil - 85 Jug Južne Amerike - 9 Antarktika - 90 Subantarktički otoci - 91 Antarktika kontinent |